# Kanton Thuir
Kanton Thuir (fr. Canton de Thuir) je francouzský kanton v departementu Pyrénées-Orientales v regionu Languedoc-Roussillon. Skládá se ze 17 obcí.

## Obce kantonu
- Brouilla
- Caixas
- Camélas
- Castelnou
- Fourques
- Llauro
- Llupia
- Passa
- Ponteilla
- Sainte-Colombe-de-la-Commanderie
- Saint-Jean-Lasseille
- Terrats
- Thuir
- Tordères
- Tresserre
- Trouillas
- Villemolaque